# 乔治敦 (路易斯安那州)
乔治敦（英語：Georgetown），是美国路易斯安那州下属的一座村镇。根据2010年美国人口普查，该市有人口327人。建置上，属于“village”。